# Jean-Baptiste Sauvé de La Noue
Jean-Baptiste Sauvé, detto de La Noue (Meaux, 30 ottobre 1701 – Parigi, 13 novembre 1761), è stato un attore teatrale e commediografo francese.
Dopo l'esordio come attore nel 1722, scrisse Les Fêtes villageoises, commedia pastorale con intermezzi musicali, la commedia Les Deux Bals, rappresentata per la prima volta a Strasburgo nel 1733 e Le Retour de Mars che debuttò a Parigi nel 1735. Fondata una propria compagnia teatrale a Rouen, vi interpretò nel 1739 la propria tragedia Mahomet II e, nel 1746, la commedia con balletto Zilisca, musicata da Pierre de Jélyotte
Il suo capolavoro è considerata la commedia in versi La Coquette corrigée, rappresentata a Parigi nel 1756.